# Karl-Heinrich Marschalleck
Karl-Heinrich Marschalleck (* 30. März 1904 in Groß Kreutz; † 16. Juni 1981 in Aurich) war ein deutscher Prähistoriker.

## Leben
Marschalleck stammt aus der Provinz Brandenburg, wo er als Sohn eines Landwirts geboren wurde. Der Vater Emil war Eigentümer des Rittergutes Trechwitz mit 328 ha, die Mutter Elisabeth Koch. Die Familie wohnte auf Groß Kreutz, einem gepachteten Gut der Familie von der Marwitz-Friedersdorf.  Karl-Heinrich besuchte mit seinem Bruder Bodo jeweils bis zum Abschluss des Abiturs das humanistische Gymnasium der Ritterakademie Brandenburg. Dort waren sie einer der wenigen bürgerlichen Schüler dieser Zeit.
Dann studierte er nach Ablegung der Reifeprüfung ur- und frühgeschichtliche Archäologie sowie Geographie, Geologie und Alte Geschichte an den Universitäten Heidelberg, Kopenhagen, Halle (Saale) und Tübingen. In Tübingen wurde er 1928 mit einer Arbeit über Die Chronologie der vorrömischen Eisenzeit im Mittelelbegebiet zum Dr. phil. promoviert. Eine Anstellung fand er zunächst mit einem Werkvertrag beim Staatlichen Museum für Vor- und Frühgeschichte in Berlin. Als ausgezeichneter Kenner der brandenburgischen Vorgeschichte wurde er 1930 zum wissenschaftlichen Assistenten beim Staatlichen Vertrauensmann für kulturgeschichtliche Bodenaltertümer der Provinz Brandenburg ernannt. Marschalleck sorgte mit der Schaffung von Bezirkspflegschaften für eine Neuorganisation der Bodendenkmalpflege in Brandenburg. Da er sich weigerte, der NSDAP beizutreten, wurde er 1938 bei der Neubesetzung des Amtes des Vertrauensmanns übergangen. Er schied aus der brandenburgischen Bodendenkmalpflege aus und arbeitete seither freiberuflich für das Staatliche Museum. In seiner Zeit in Brandenburg führte er selbst zahlreiche Grabungen durch und war an den großen Burgengrabungen von Wilhelm Unverzagt an Oder und Warthe beteiligt. 1944 veröffentlichte er die ur- und frühgeschichtliche Landesaufnahme des Kreises Luckau.
1940 wurde Marschalleck als Dolmetscher bei der Briefprüfstelle in Berlin dienstverpflichtet. Von 1945 bis 1948 lebte er als Bauer und Gärtner auf seinem landwirtschaftlichen Grundstück am Spreewald, ehe er von der neuen Provinzialregierung in Potsdam einen Ruf als Dozent für Ur- und Frühgeschichte und Institutsleiter an der neu gegründeten Brandenburgischen Landeshochschule im Neuen Palais erhielt. Zugleich war er Staatlicher Vertrauensmann für das Restgebiet der ehemaligen Provinz Brandenburg.
1952 erfolgte die Übersiedelung in die Bundesrepublik. Marschalleck folgte seiner bereits 1945 nach Jever verzogenen Familie. Auch dort arbeitete er sich bald in die besonderen fachlichen Verhältnisse ein. Er ordnete die ur- und frühgeschichtliche Sammlung des Schlossmuseums neu und unternahm auch in Ostfriesland zahlreiche Ausgrabungen. Unter anderem erforschte er das friesische Gräberfeld von Zetel und unternahm archäologische Untersuchungen des Stadtkerns von Jever sowie der abgebrannten Stadtkirche. Durch den Nachweis mehrerer hölzerner Vorgängerkirchen konnte er auf eine Blütezeit Jevers bereits im 9. bis 11. Jahrhundert hindeuten. Marschalleck entdeckte auch die Holzkirchen in Arle, Engerhafe, Hage und Victorbur. Forschungsaufträge erhielt er unter anderem für die Erfassung der Funde und Fundstellen des Harlingerlandes und des Kreises Friesland.
Marschalleck war Ende der 1920er Jahre zuerst mit Barbara von Broesigke verlobt, heiratete 1958 Dr. phil. Gerda Ecker, aus Templin stammend. Das Ehepaar lebte lange in Jever.

## Veröffentlichungen (Auswahl)
- Die Chronologie der vorrömischen Eisenzeit im Mittelelbegebiet. Schmersow, Kirchhain N.-L., 1928 (= Dissertation Tübingen)
- Die vorgeschichtlichen Goldfunde der Niederlausitz. Guben 1934.
- Steinzeitliche Grabmale aus Findlingssteinen. Potsdam/Berlin 1937.[4]
- Urgeschichte des Kreises Luckau (Nieder-Lausitz), Brücke-Verlag, Kirchhain N.-L., 1944.
- Die Grenzfestung Friedeburg : neue Erkenntnisse aus der Grabung von 1955. In: Harlinger Heimatkalender. 9, 1957, S. 30–40.
- Römisches Schuhwerk an Rhein- und Scheldemündung, mit einer Zusammenstellung provinzialrömischer Schuh- und anderer Lederfunde. In: Berichten van de Rijksdienst voor het Oudheidkundig Bodemonderzoek. 9, 1959, S. 68–84.
- Zwei Verwahrfunde von Feuersteindolchen in Jever (Oldbg.). In: Oldenburger Jahrbuch. 60, 1961, 2, S. 103–122
- Köpenick – ein Beitrag zur Frühgeschichte Gross-Berlins. In: Prähistorische Zeitschrift, 45, 1963, S. 232–235.
- Die Salzgewinnung an der friesischen Nordseeküste. Lax, Hildesheim 1973.